# Sijiachang (köpinghuvudort i Kina, Hubei Sheng, lat 30,09, long 111,62)
Sijiachang är en köpinghuvudort i Kina. Den ligger i provinsen Hubei, i den centrala delen av landet, omkring 260 kilometer väster om provinshuvudstaden Wuhan. Antalet invånare är 26 654. Befolkningen består av 13 253 kvinnor och 13 401 män. Barn under 15 år utgör 12,0 %, vuxna 15-64 år 75 %, och äldre över 65 år 11,0 %.
Runt Sijiachang är det tätbefolkat, med 383 invånare per kvadratkilometer. Närmaste större samhälle är Songzi, 17,6 km nordost om Sijiachang. Trakten runt Sijiachang består till största delen av jordbruksmark.
Genomsnittlig årsnederbörd är 1 313 millimeter. Den regnigaste månaden är maj, med i genomsnitt 197 mm nederbörd, och den torraste är december, med 17 mm nederbörd.